# Liste der Flaggen im Kreis Viersen
Diese Liste beinhaltet alle in der Wikipedia gelisteten Flaggen im Kreis Viersen in Nordrhein-Westfalen. Weitere Flaggen von Städten, Gemeinden und Kreisen in Nordrhein-Westfalen sind über die Navigationsleiste am Ende der Seite erreichbar.
| Kreis         | Hissflagge | Banner | Zitate aus den Hauptsatzungen der Gemeinden und Städte |
| ------------- | ---------- | ------ | --- |
| Kreis Viersen |            |        | Genehmigt durch den Regierungspräsidenten in Düsseldorf am 16. Oktober 1980: „Der Kreis führt folgendes Wappen: Unter silbernem Schildhaupt, worin ein durchgehendes schwarzes Kreuz (Kur-Köln) von Gold und Blau gespalten; vorn ein linksgewendeter schwarzer Löwe mit roter Zunge (Jülich), hinten ein nach rechts gewandter zwiegeschwänzter goldener Löwe, rot bewehrt (Geldern). Eine Darstellung ist als Anlage beigefügt.“ (genehmigt am 13. Mai 1932 für den Landkreis Kempen-Krefeld, nach der Umbenennung vom Kreis Viersen fortgeführt) […] „Der Kreis führt folgende Flagge (Banner, Hissflagge): als Banner: von Gold und Blau im Verhältnis 1:1 längsgestreift; darauf zur Stange hin verschoben der Wappenschild des Kreises, als Hissflagge: von Gold und Blau im Verhältnis 1:1 längsgestreift; darauf zur Mitte der Wappenschild des Kreises.“ |

Wichtiger Hinweis
Zur Zeit der Erstellung dieses Artikels befinden sich darin nur wenig Flaggenabbildungen, dafür aber die Platzhalter  für Hissflaggen und  für Banner. Entsprechende Platzhalter  sind auch auf den Wappenlisten üblich und eine Aufforderung, die noch fehlenden Abbildungen zu finden oder zu erstellen und hochzuladen.

## Städte und Gemeinden
| Stadt oder Gemeinde     | Hissflagge                         | Banner | Zitate aus den Hauptsatzungen der Gemeinden und Städte |
| ----------------------- | ---------------------------------- | ------ | --- |
| Gemeinde Brüggen        | laut Hauptsatzung keine Hissflagge |        | Die Gemeinde Brüggen führt gemäß Genehmigungsurkunde des Regierungspräsidenten in Düsseldorf vom 16. Mai 1972 ein Wappen, ein Dienstsiegel und ein Banner, die wie folgt beschrieben werden: Wappenbeschreibung: In Gold (Gelb) rechts die auf einer silbernen (weißen) Bank sitzende Muttergottes mit rotem Unterkleid, blauem Mantel und blauer Lilienkrone. Gesicht, Hände und Haar sind silbern (weiß). Mit der linken Hand umfasst sie auf dem Schoß das silberne (weiße), von einem rot-silbernen (weißen) Heiligenschein umgebene Jesuskind. In der rechten Hand hält sie einen Rosenzweig mit 3 roten Blüten. Links ein steigender, rotbewehrter und bezungter schwarzer Löwe, der einen blauen Wimpel an schwarzem Schaft mit silberner (weißer) Spitze in den Tatzen hält. Bannerbeschreibung: Blau-gelb-blau-gelb-blau im Verhältnis 1:1:7:1:1 längsgestreift mit dem Gemeindewappen im Schild etwas oberhalb der Mitte. |
| Gemeinde Grefrath       | laut Hauptsatzung keine Hissflagge |        | Die Gemeinde Grefrath führt das durch Urkunde des Regierungspräsidenten in Düsseldorf vom 16. Mai 1972 genehmigte Dienstsiegel […]. Das mit gleicher Urkunde des Regierungspräsidenten in Düsseldorf genehmigte Wappen (Schild) ist durch ein schmales, schwarzes Kreuz gespalten und geteilt; rechts oben und links unten silbern (weiß), links oben und rechts unten golden (gelb), belegt mit einer roten Lilie. Das mit gleicher Urkunde des Regierungspräsidenten in Düsseldorf genehmigte Banner ist durch ein schmales Kreuz gespalten und etwas oberhalb der Mitte geteilt, rechts oben und links unten weiß, links oben und rechts unten gelb, belegt mit einer roten Lilie. |
| Stadt Kempen            | laut Hauptsatzung keine Hissflagge |        | Gemäß Urkunde des Regierungspräsidenten Düsseldorf vom 8. April 1971 (Amtsblatt der Regierung S. 200) führt die Stadt Kempen ein Wappen, ein Dienstsiegel und eine Flagge (Banner). Beschreibung des Wappens: Das Wappen wird von einem durchgehenden schwarzen Kreuz gevierteilt, rechts oben in Silber (Weiß) 2 miteinander verbundene, mit ihren Bärten nach außen gewendete blaue Schlüssel, links oben in Blau ein abnehmender goldener (gelber) Mond, in dessen Rundung ein sechsstrahliger goldener (gelber) Stern steht, rechts unten rot, links unten silbern (weiß). […] Beschreibung des Banners: Das Banner zeigt die Farben blau-rot im Verhältnis 1 : 1 längsgestreift mit dem Wappen im Schild etwas oberhalb der Mitte. Für den allgemeinen Gebrauch darf auch eine Flagge ohne Wappenschild geführt werden. |
| Stadt Nettetal          | laut Hauptsatzung keine Hissflagge |        | Der Stadt ist mit Urkunde des Regierungspräsidenten in Düsseldorf vom 8. April 1971 das Recht zur Führung eines Wappens, eines Dienstsiegels und einer Flagge (eines Banners) verliehen worden. Das Wappen zeigt in blauem Feld eine silberne (weiße) Seerose mit goldenen (gelben) Butzen, umgeben von fünf goldenen (gelben) Seerosenblättern. […] Die Flagge (das Banner) der Stadt zeigt die Farbe blau mit dem Stadtwappen ohne Schild etwas oberhalb der Mitte. |
| Gemeinde Niederkrüchten | laut Hauptsatzung keine Hissflagge |        | Die Gemeinde Niederkrüchten führt gemäß Genehmigungsurkunde des Regierungspräsidenten in Düsseldorf vom 9. Februar 1976 ein Wappen, ein Dienstsiegel und ein Banner, die wie folgt beschrieben werden: Wappenbeschreibung: Gespalten; vorne in Gold (Gelb) eine halbe rote Lilie, auf deren Kelchblatt ein linksgekehrter grüner Sittich sitzend; hinten in Silber (Weiß) drei blaue Balken. […] Bannerbeschreibung: Unter weißem Bannerhaupt, darin der Wappenschild der Gemeinde, Blau – Gelb im Verhältnis 1:1 längsgestreift. |
| Gemeinde Schwalmtal     | laut Hauptsatzung keine Hissflagge |        | Die Gemeinde Schwalmtal führt ein Wappen mit folgender Beschreibung: Das Wappen, gespalten, zeigt vorn in Blau den Erzengel Michael, dessen Haar, Kettenpanzer und Strümpfe golden (gelb), dessen Heiligenschein, Gesicht, Flügel und Rock silbern (weiß) tingiert sind und der einem schwarzen Drachen eine rote Lanze in den Rachen stößt; hinten in Silber (weiß) drei blaue Balken. […] Die Flagge der Gemeinde (Banner) zeigt die Farben Weiß – Blau im Verhältnis 1 : 1 längsgestreift mit dem Wappen der Gemeinde etwas oberhalb der Mitte. |
| Stadt Tönisvorst        |                                    |        | Die Stadt Tönisvorst ist mit Urkunde des Regierungspräsidenten in Düsseldorf vom 22.06.1972 das Recht zur Führung eines Wappens verliehen worden. Beschreibung des Wappens: In Silber (weiß) eine durchgehende, gestürzte blaue Spitze, belegt mit einem schwebenden goldenen (gelben) Antoniuskreuz. Die Stadt Tönisvorst ist ferner mit Urkunde des Regierungspräsidenten vom 22.06.1972 das Recht zur Führung einer Flagge verliehen worden. Beschreibung der Flagge: In Weiß eine durchgehende, gestürzte blaue Spitze, belegt mit einem schwebenden, langgestreckten gelben Antoniuskreuz. |
| Stadt Viersen           |                                    |        | Das Wappen der Stadt besteht aus einem blauen Schild mit drei fünfblättrigen silbernen Mispelblüten. […] Die Stadtfarben sind die Farben weiß und blau. |
| Stadt Willich           |                                    |        | Der Stadt Willich ist mit Urkunde des Regierungspräsidenten in Düsseldorf vom 30. Oktober 1971 das Recht zur Führung eines Wappens und eines Dienstsiegels verliehen worden. Beschreibung des Wappens: In Blau ein gelbes (goldenes) Quadrat, das an jeder Seite von dem Buchstaben W in Gelb (Gold) so umrankt wird, daß seine unteren Spitzen auf die Mitte des Quadrates gerichtet sind und hier ein gleicharmiges Kreuz bilden. […] Der Stadt Willich ist ferner mit Urkunde des Regierungspräsidenten in Düsseldorf vom 14. Juni 1972 das Recht zur Führung eines Banners und einer Hißflagge verliehen worden. Beschreibung des Banners: In Blau das Stadtwappen ohne Schild in der Mitte der oberen Hälfte. Beschreibung der Hißflagge: In Blau das Stadtwappen ohne Schild in der Mitte. |